# Namibe (municipio)
Namibe è una municipalità dell'Angola appartenente alla Provincia di Namibe. Ha 161.539 abitanti (stima del 2006) ed una superficie di 8.916 km².
Il capoluogo è Namibe.